# Vliegveld Keent
Vliegveld Keent is een voormalig vliegveld nabij de Nederlandse plaats Keent. Het vliegveld heeft een belangrijke functie gehad in de Operatie Market Garden. Tijdens deze operatie kreeg het de code airstrip B.82 Grave.

## Aanleg
Vanaf 1928 werd het al bij gelegenheid gebruikt door vliegtuigen van de marine en de landmacht. De burgemeester van Overasselt H.M. van der Vijver heeft daarvoor gezorgd. Hij was tevens een oud-marinier.
In 1933 heeft hij het gemeentebestuur en een landeigenaar weten te interesseren voor een grote vliegdemonstratie. Zo werd er van 15 juli tot en met 19 juli in 1933 de Overasseltse Vliegweek gehouden. Na het vliegfeest werd het vliegveld echter snel vergeten. In 1938 was de kanalisatie van de Maas een feit. Keent lag ineens op een eiland en ten zuiden van de rivier.

## Tweede Wereldoorlog
In de oorlog werd het gebied rond Keent veel gebruikt voor ondergrondse activiteiten. Toen Vliegbasis Volkel in de Tweede Wereldoorlog werd gebombardeerd, werden her en der in de regio reserve landingsbanen aangelegd. Zo ook in Keent, waar op dezelfde plek als in 1933 de vliegtuigen opstegen. 

### Duits gebruik
In 1944 nam de Duitse Luftwaffe het veldje in gebruik als schaduwvliegveld voor de Junkers Ju 88 die op Volkel gestationeerd waren. Soortgelijke Ausweichplätze of Schattenplätze bevonden zich in Kessel, De Rips en bij Boxmeer. In de oorlog werd de grasbaan verlengd van 600 tot 1200 meter.

### Geallieerd gebruik
Een Amerikaanse eenheid onderzocht tijdens operatie Market Garden of het terrein geschikt was om versterkingen aan te voeren. Hierna namen de Britten op 23 september 1944 de strip in gebruik. Het kreeg de codenaam B.82. Korte tijd later arriveerden meer dan 200 vrachtvliegtuigen, bijna 900 man personeel en een grote hoeveelheid materieel. Een groot aantal Britse en Amerikaanse squadrons bewaakte het luchtruim in de wijde omgeving van het vliegveld. Dit deden zij om de onbewapende vrachtvliegtuigen te beschermen tegen Duitse jagers.
Om diverse redenen eindigde de 2nd Tactical Air Force (2TAF) eind september 1944 de logistieke functie van B.82. Zij maakten de landingsbaan geschikt voor jachtvliegtuigen. Al snel stationeerde de RAF diverse squadrons op Grave. Zij voerden aanvallen op gronddoelen uit en vlogen patrouilles.. Dat betrof Spitfires van de 127 Wing en Spitfires en Tempests van de 125 Wing. Op 7 oktober werden deze laatste toestellen al weer overgeplaatst naar Volkel.

### Straaljagers
De Luftwaffe viel het terrein diverse keren met succes aan. Dit deden zij vooral met Messerschmitt ME 262 straaljagers. Door het zeer slechte weer besloten de geallieerden rond oktober 1944 de strip te sluiten. Weldra verlieten de squadrons en het personeel het door zware regenval onbruikbaar geworden terrein.
Tegenwoordig herinnert alleen een in 1995, ter ere van de geallieerden, geplaatst gedenkteken nog aan de airstrip B.82.